# Dalli Dalli
Dalli Dalli (nach der deutschen Redewendung dalli, dalli; aus dem Italienischen dalli (ugs.) 'schnell', oder aus dem Kaschubischen dali ‚weiter, los‘; aus dem Polnischen dalej ‚weiter, los, beeil dich‘) war eine populäre Fernsehshow des ZDF, moderiert von Hans Rosenthal. Vom 13. Mai 1971 bis zum 11. September 1986 entstanden 153 Sendungen. Davor hatte Rosenthal dieses Fragespiel bereits als kleine Rateeinlage innerhalb von großen WDR-Unterhaltungssendungen im Hörfunk mit dem Tanzorchester Werner Müller in den Jahren 1968 bis 1970 unter dem Titel „Die dreifache Chance“ ausprobiert. 
Eine erste Neuauflage lief von 1995 bis 1997 ebenfalls im ZDF. Von 2011 bis 2013 sendete der NDR eine weitere Neuauflage der Fernsehshow mit 28 Folgen. 2013 wechselte die Sendung vom NDR Fernsehen ins Erste und lief dort 10 Folgen lang unter dem Titel Das ist Spitze!. Anlässlich des 50-jährigen Jubiläums der Sendung startete das ZDF 2021 eine weitere Neuauflage, die seither mit jährlichen Weihnachtsshows fortgesetzt und erstmals parallel im österreichischen Fernsehsender ORF 2 ausgestrahlt wird.

## Ablauf
Es traten acht prominente Kandidaten in Zweierteams gegeneinander an. In der ersten Runde spielten zunächst jeweils zwei Kandidatenpaare gegeneinander. Die jeweiligen Verlierer spielten anschließend um den dritten Platz, die Gewinner aus der Vorrunde dann um den Sieg.
Die erste Runde bestand aus zwei Wortspielen, bei denen die Kandidaten binnen 15 Sekunden abwechselnd Antworten auf eine Frage geben mussten, und einem Aktionsspiel. Typische Fragen waren: „Sie schauen aus Ihrem Fenster. Was können Sie da sehen?“ oder „Nennen Sie alle Opern- und Festivalhäuser, die Ihnen einfallen!“ oder „Was bewahren Sie alles in Ihrem Nachttisch auf?“. Im Aktionsspiel mussten die Kandidaten unter anderem Bratwürste in einen Wurstdarm abfüllen und anschließend einzelne Würstchen abdrehen, dann sollten möglichst viele Geranien eingetopft oder es sollte Wäsche aufgehängt werden; ein anderes Mal musste ein roter Teppich zusammengerollt oder Regenschirme mussten aufgespannt werden. Spielzeit war immer eine Minute. Die von Hans Rosenthal entwickelten Aktionsspiele wurden entweder von beiden Kandidaten innerhalb der 60 Sekunden gespielt oder die Kandidaten lösten sich nach 30 Sekunden ab. Die Aufgaben waren in der jeweiligen Vorrunde identisch und Rosenthal multiplizierte jeweils die Punkte der drei Spiele.
In den letzten beiden Spielrunden wurden der 3. Platz sowie das Siegerteam ausgespielt. In der Runde um Platz 3 traten die jeweiligen Verlierermannschaften aus den beiden ersten Runden gegeneinander an. Die Spiele wechselten über die Jahre. In den ersten Jahren von Dalli Dalli gab es das Dalli Dalli abc. Hier wurde aus einer rollbaren Konstruktion zunächst eine Punktekarte gezogen (zwischen 50 und 100 Punkte). Danach stellte Hans Rosenthal nur eine einzige Frage, die für beide Teams die gleiche war. Da die Mannschaft mit der höheren Punktzahl begann, um der mit der niedrigeren mehr Zeit zum Überlegen zu geben, wurde nach Fragestellung der Buchstabe gezogen, mit dem alle Antworten auf die Frage beginnen mussten. Die gegebenen Antworten wurden mit der gezogenen Punktzahl multipliziert. Danach zog das Team mit der niedrigeren Punktzahl ebenfalls einen Anfangsbuchstaben für seine Antworten. Das Team mit der höheren Punktzahl in dieser Runde belegte den 3. Platz, die Verlierer den 4. Als Besonderheit bei diesem Spiel konnte der erste gezogene Buchstabe abgelehnt und ein neuer gezogen werden, wenn mit dem ersten kaum Lösungen zu erwarten waren. Der zweite gezogene Buchstabe galt dann jedoch. Ab Ende 1972 wurden in die Konstruktion drei Karten mit dem Dalli-Dalli-Männchen eingefügt. Wenn ein Team eine dieser Karten zog, konnte es den Antwort-Buchstaben frei auswählen.
Ab Mitte 1975 (Folge 40) gab es in der dritten Runde das Spiel Dalli-Klick, eine Diashow, bei der immer mehr Teile eines Dias aufgedeckt wurden. Anfänglich wurde auch nach einer falschen Antwort durchgeblendet, später musste der Betreffende bis zum nächsten Bild aussetzen und die Gegner bekamen einen Punkt. In den letzten Jahren entschied Dalli-Klick das Spiel um den 1. Platz.
In der letzten Runde wurde ein kurzes Theaterstück aufgeführt, das unter anderem von Curth Flatow oder Horst Pillau neu bearbeitet und mit Fehlern versehen wurde. (u. a. Kiss me Kate, Hamlet, Der Vogelhändler, Im weißen Rößl, Hello Dolly, Romeo und Julia). Die Kandidaten mussten die eingebauten Fehler im Text, in der Dekoration oder bei den Kostümen notieren und im Anschluss innerhalb von 15 Sekunden vorlesen. In dem Theaterstück traten in der Regel die Gesangsgäste der jeweiligen Dalli-Dalli-Sendung auf. Das Ensemble wurde verstärkt durch den Jury-Sprecher Ekkehard Fritsch und gegebenenfalls durch weitere Schauspieler in kleineren Nebenrollen. Aus Zeitgründen entfiel das Theaterstück in den 1980er Jahren.
Nach der Aufgabenstellung gab Rosenthal stets das Startsignal mit dem Ausruf: Dalli, Dalli!

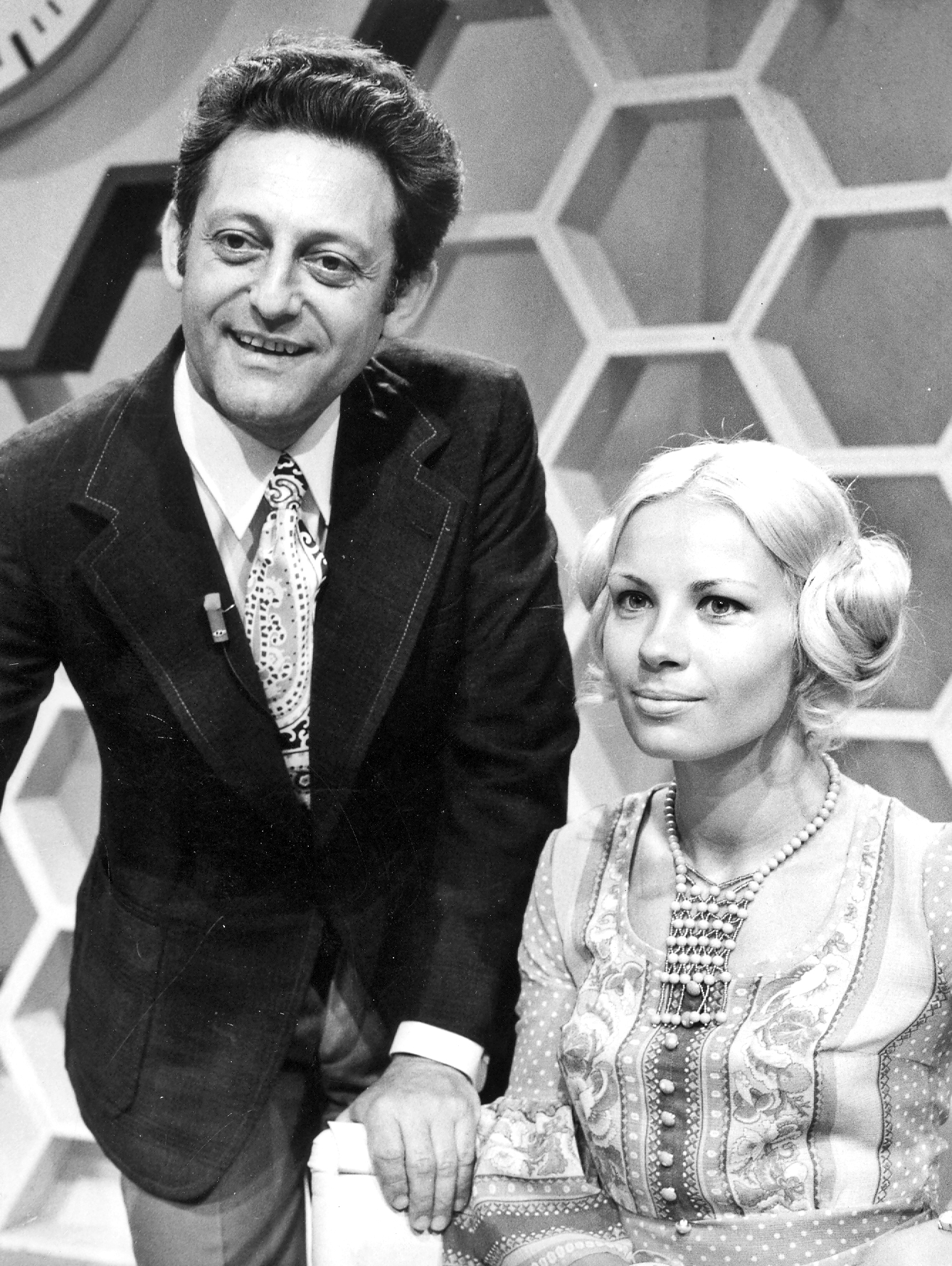
Hans Rosenthal und Monika Sundermann in den Kulissen von Dalli Dalli

Neben den prominenten Spielern gab es auch teilnehmende Zuschauer: Beim „Fragen-Lotto“ zog ein Saalkandidat sechs Kugeln mit eingelegten Zetteln, auf denen Fragen standen. Beantwortete er mindestens drei korrekt, dann skizzierte Schnellzeichner Oskar (Hans Bierbrauer) einen Preis.
Beim Spiel für zwei bekamen die Kandidaten von einem Experten vier Fragen zu einem Wissensgebiet (etwa Lokomotiven, Fußball, Tanzen, Beatles etc.) gestellt. Bei 300 DM (oder 2.100 Schilling) Startguthaben musste vor jeder Frage ein Einsatz festgelegt werden. Anschließend loste man das nächste Themengebiet aus und bat um schriftliche Bewerbungen. Später wandelte sich dieses Spiel in den Dalli-Fragebogen bzw. die Dalli-Dalli-Tonleiter, die Unterschiede: Es mussten einfachere Fragen möglichst schnell beantwortet werden, der Höchstgewinn lag bei 2500 DM. Hierzu gab es eine spezielle Wabe mit Leuchtfeldern.
Im Mittelpunkt standen hierbei immer der Spaß und das gemeinsame Erreichen möglichst vieler Punkte. Rosenthal war immer bemüht, jeden seiner Kandidaten gut aussehen zu lassen.

## „Das war Spitze!“
Ab der 53. Folge, die am 4. September 1976 ausgestrahlt wurde, konnte das Publikum eine besondere Leistung von Kandidaten per Knopfdruck würdigen. Dies aktivierte anfänglich eine, später mehrere Warnleuchten und einen zwitschernden Alarmton, woraufhin Rosenthal sagte: „Sie sind der Meinung, das war …“ Das Publikum rief „Spitze!“ laut mit und es gab einen Sonderpunkt. Nach einigen Folgen sprang Rosenthal zum „Spitze!“ jedes Mal in die Luft. Ab der 100. Folge wurde das Bild des Luftsprungs eingefroren, was zur damaligen Zeit eine technische Herausforderung war.

## Musik
Außer Spielen enthielt die Show auch Musikdarbietungen. Es waren technisch betont einfache Produktionen, meist nur ein Sänger, begleitet vom Jochen-Brauer-Sextett oder von der Götz-Wendlandt-Combo unter der Leitung von Heinrich Riethmüller. Die Texte der meist als Chanson vorgetragenen Darbietungen wurden am Anfang zumeist von Günter Neumann verfasst, der auch bis zu seinem Tode mit Heinrich Riethmüller an zwei Flügeln saß. Später steuerten auch Curth Flatow, Horst Pillau und andere Autoren Textbeiträge bei, um die Pausen zwischen den Spielen der Sendung mit Songs zu füllen.
Die „Dalli Dalli“-Titelmelodie wurde von Heinrich Riethmüller komponiert.

## Guter Zweck
Am Ende des Quiz addierte Brigitte Xander alle von den Teams erspielten Punkte und setzte sie mit D-Mark gleich. Da es sich um eine Kooperation mit dem ORF handelte, sagte Mady Riehl den Betrag dann in Schilling an. Das siegreiche Team durfte schließlich bestimmen, an welche in Not geratene Familie diese Preissumme ging. Durch weitere Spenden konnte die erspielte Gewinnsumme später zweimal in der Sendung vergeben werden. Den entsprechenden Fall sagte Hans Rosenthal persönlich an.
Die von Rosenthal ins Leben gerufene Aktion „Dalli Dalli hilft“ unterstützte im Laufe der Jahre unverschuldet in Not geratene Familien mit umgerechnet 1,4 Millionen Euro. Nach Rosenthals Tod wird die Hilfsaktion von der Hans-Rosenthal-Stiftung fortgesetzt.

## Teams
Zum Dalli-Dalli-Team gehörte eine Jury, die sich anfangs aus Ekkehard Fritsch, Brigitte Xander und Mady Riehl zusammensetzte, wobei in der allerersten Sendung anstelle von Riehl Klaus Seidenstecher vom Bundesverkehrsministerium vertreten war. Fritsch wurde gelegentlich durch Hans Jürgen Diedrich vertreten. Sie saßen an einem speziellen Pult und bewerteten die Leistungen der Kandidaten, zogen dabei insbesondere doppelt genannte Begriffe ab. Ekkehard Fritsch kam dabei eine komödiantische Rolle zu, während Brigitte Xander und Mady Riehl den administrativen Part übernahmen.
Assistentin Monika Sundermann saß an einem speziellen Pult. Sie brachte das Mikrofon und begleitete alle Kandidaten durch die Sendung, insbesondere zu den Aktionsspielen. Außerdem bediente sie die Rateuhr.
Wenn Ekkehard Fritsch wegen Theaterengagements nicht teilnehmen konnte, übernahmen andere Prominente den Jury-Vorsitz, unter anderem Felix Knemöller, der bayerische Schriftsteller Georg Lohmeier, Hans Jürgen Diedrich (erstmals 13. November 1976) und später Christian Neureuther (erstmals 20. März 1980).
Mady Riehl wurde in der 150. Ausgabe durch Sabine Noethen abgelöst, die allerdings nur drei Sendungen bestreiten konnte, da die Reihe kurz darauf beendet wurde. Christian Neureuthers Frau Rosi Mittermaier war ebenfalls eine Zeit lang Jury-Mitglied.
Ebenfalls zum Team gehörte Schnellzeichner „Oskar“ (bürgerlich Hans Bierbrauer), der vor der Kamera binnen weniger Sekunden Zeichnungen von prominenten Gästen anfertigte. In der Neuauflage gibt es mit Daniel Stieglitz in der Weihnachtsausgabe 2022 erstmals wieder einen Schnellzeichner.

## Politische Stellungnahmen
- Die 75. Sendung fand am 9. November 1978 statt. Hans Rosenthal hatte im Vorfeld versucht, diesen Sendetermin, der auf den 40. Jahrestag der Novemberpogrome 1938 fiel, zu verschieben, was vom ZDF jedoch abgelehnt wurde. Rosenthal gab nach und moderierte die Sendung, trug darin allerdings schwarze Kleidung. In den Ratepausen wurde statt Schlagern Opernmusik gespielt.[6] Der 2025 vom ZDF gedrehte Fernsehfilm Rosenthal thematisiert neben der autobiografischen Geschichte von Hans Rosenthal die Vorkommnisse rund um diese Jubiläumssendung.
- Während der Sendung am 19. Mai 1983 appellierte Rosenthal an den Bürgermeister von Bad Hersfeld, ein dort geplantes SS-Kameradschaftstreffen zu unterbinden, und rief zu Protesten auf. Das Treffen fand dennoch statt, wurde aber von Gegendemonstrationen begleitet.[7][8]

## Laufzeit
- Vom 13. Mai 1971 bis 11. September 1986 entstanden 153 Sendungen. Ursprünglich dauerte eine Ausgabe von Dalli Dalli 75 Minuten. Ab der 25. Folge, die am 25. Oktober 1973 ausgestrahlt wurde, wurde die Sendezeit pro Folge auf 90 Minuten verlängert.
- Die Sendung vom 13. Dezember 1973 geriet zu lang und wurde vor dem Ende abgeschaltet. Dieser Vorfall wurde in der ersten Folge des Jahres 1974 in der Begrüßung von Hans Rosenthal thematisiert, auch das Siegerteam (Michael Holm und Wolfgang Hofer) wurde noch einmal ins Publikum eingeladen.
- Der an Krebs erkrankte Rosenthal musste sich einer Magenoperation unterziehen. Am 15. Januar 1987 wollte er wieder auftreten, was ihm die Ärzte aber untersagten. Die Sendung wurde kurzfristig aus dem Programm genommen. Im ORF wurde stattdessen eine Folge von Was bin ich? gesendet.[9] Den darauffolgenden Termin 26. Februar erlebte Rosenthal nicht mehr; das ZDF erinnerte auf diesem Sendeplatz an sein Lebenswerk.
- Zwischen dem 10. Mai 2011 und 3. Januar 2012 wurden Folgen aus den 1970er Jahren mit Hans Rosenthal im digitalen Sender ZDFkultur dienstags nachmittags wiederholt. Einige Ausstrahlungen folgten dort nochmals ab dem 13. März 2012, aber wurden dann noch vor der Aufschaltung der HD-Version des Senders Ende April 2012 und der damit verbundenen leichten Programmreform endgültig eingestellt. Zu den Folgen mit dem legendären „Spitze-Sprung“ kam es nicht mehr. Offizielle Begründung für die vorzeitige Absetzung war mangelndes Zuschauerinteresse.

## Erwähnungen
- 1973 brachte die Firma Noris-Spiele eine Brettspiel-Ausgabe von Dalli Dalli mit charakteristischen Elementen der Sendung in den Handel.[10] Dieses Spiel taucht als Requisite im 2025er Film Rosenthal auf.[11]
- In der sechsten Folge der österreichischen Satire-Sendung Cabaret-Cabaret (1972–1974) parodierte Maxi Böhm mit seinem Ensemble Hans Rosenthal und sein Dalli Dalli. Rosenthal wirkte selbst als „Saalkandidat“ in dieser Parodie mit.
- In der 12. Folge der Comedy-Serie Klimbim vom 3. Juni 1975 wurde Dalli-Dalli parodiert mit Ivan Rebroff als Moderator, dem die originale Stimme von Hans Rosenthal unterlegt wurde, während Hans Rosenthal in der gleichen Sendung einen Gesangsauftritt mit der Stimme von Ivan Rebroff absolvierte.[12]
- Eine weitere Sketch-Version von Dalli Dalli wurde in der Peter-Alexander-Show „Wir gratulieren“ (ZDF, 2. Dezember 1982) gezeigt. In einer „Nachtausgabe für Schichtarbeiter“ spielten Hans Rosenthal, Brigitte Xander, Peter Alexander und Beppo Brem eine Spielrunde in Schlafanzügen, Morgenmänteln und Nachthemd nach.
- Hape Kerkeling parodierte Dalli Dalli in einem TV-Sketch, bei dem eine Frau und ein Mann unter dem Motto „Kiffen gegen Kegeln“ am Wortspiel für Assoziationen zu einem bestimmten Thema teilnahmen.
- In der ersten Version des Liedes Ich war noch niemals in New York von 1982 singt Udo Jürgens „Die Frau rief: Mann wo bleibst Du bloß? / Dalli Dalli geht gleich los.“ In einer neueren Einspielung wurde Dalli Dalli durch Wetten, dass..? ersetzt.[13]
- Die Musik-Gruppe Sportfreunde Stiller veröffentlichte 2000 zu Rosenthals Ausruf „Sie sind der Meinung, das war Spitze“ das Lied Spitze.
- In einer Ausgabe der Harald Schmidt Show vom 18. März 2003 parodierte Harald Schmidt eine Version von Dalli Dalli mit zwei Leuten aus dem Publikum und Mitarbeitern aus seiner Sendung.
- Die Punk-Rock-Band Die Ärzte drehte 2003 zu ihrer Single-Auskopplung „Dinge von denen“ das Musikvideo in einer detailgetreuen Nachbildung der alten Dalli-Dalli-Kulisse.
- Eine Zeile der 2009er-Single Schöne neue Welt (nach dem gleichnamigen Album) von Culcha Candela enthält: „Die Welt geht unter, doch bei uns ist Party, Halli-Galli, / alles im Eimer doch wir hüpfen wie bei Dalli Dalli.“
- In der österreichischen Serie Ein echter Wiener geht nicht unter wirft Karli Sackbauer seinem Vater Mundl Kultur- und Ahnungslosigkeit bezüglich Theater vor, mit den Worten: „… weilst dann immer gleich umschaltest auf ‚Dalli Dalli‘ oder so an Schas!“ (Folge 5: „Der Besuch“).
- In diversen Sendungen, u. a. der heute-show, wird, wenn sich jemand wiederholt, die Phrase „xy (das wiederholte Wort) hat mer zweimal, da müss mer eins abziehen“ gebraucht.
- Bei Heimspielen des FK Austria Wien wird bei Toren der Heimmannschaft vom Platzsprecher das Tor mit „Ihr seid der Meinung, das war...“ gefeiert, während das Publikum mit „Spitze“ antwortet.
- Bei Tennis Borussia Berlin, wo Hans Rosenthal als Vereinspräsident aktiv war, ist nach Toren der Heimmannschaft der springende Hans Rosenthal auf der Anzeigetafel zu sehen. Auch hier wird das Tor vom Stadionsprecher mit "Ihr seid der Meinung, das war..." - "Spitze!" gefeiert.
- In der Komödie Der WiXXer wurde Dalli Dalli kurz parodiert, als Inspektor Very Long eine Zeugin befragte und sie in 30 Sekunden ihre Aussage tätigen sollte. Dabei hörte man die Dalli-Dalli-Melodie und die klassische Uhr wurde eingeblendet.

## Trivia
- Zwei Tage vor Live-Ausstrahlung am 8. Oktober 1977 verunglückte die Schauspielerin und eingeladene Kandidatin Sylvia Manas bei der Anreise zur Show tödlich. Ihren Part in der Sendung übernahm die Schauspielerin und Sängerin Heidi Brühl.
- Der Schlagersänger Rex Gildo nahm am 6. September 1979 mit damals sehr modernen, eng geschnittenen Hosen am Aktionsspiel teil – ihm platzte unglücklicherweise in der Live-Show die Naht im Schritt.
- Die Sendung am 6. November 1980 hat Uwe Nettelbeck vollständig transkribiert und in seiner Zeitschrift Die Republik abgedruckt. Der Text hat einen Umfang von rund 50 Seiten und war als Realsatire deutscher Fernsehunterhaltung gedacht.[14]
- In der Ausgabe vom 8. April 1982 wurde die Kandidatin Ingeborg Wurster – ohne gerade im Bild zu sein – vor laufender Kamera ohnmächtig. Nach einer ärztlichen Versorgung wirkte sie wieder in der Sendung als Kandidatin mit.
- Der Schauspieler Helmut Berger nahm am 5. September 1985 an der Show teil und entgleiste mehrmals verbal während der Spielrunden.
- Am 29. September 1977 wurde eine Folge Kinder Dalli Dalli von der Internationalen Funkausstellung ausgestrahlt.
- In der Weihnachtsausgabe 2022 der Neuauflage verletzte sich Nora Tschirner während eines Aktionsspiels. Ihren Part übernahmen anschließend die bereits ausgeschiedenen Kandidaten Sonja Kirchberger und Stefan Jürgens.

## Fernsehkritik
Walter Jens schrieb am 4. Juli 1980 unter seinem Pseudonym Momos für Die Zeit eine Fernsehkritik, in der er sich über die biedere Unterhaltung mit den Worten „Wer so redet, hat mit Gewißheit noch nicht „Dalli-Dalli“ gesehen, hat sich nicht jener heilen Welt hingegeben, in der die Bundesrepublik noch Deutschland heißt, wo man grad und schlicht redet, weil man dem Volk, den lieben Millionen Bildzeitungslesern, so richtig aufs Maul geschaut hat.“ lustig machte und mit seinem satirischen Fazit: „Das ist Spitze!“ abschloss.

## Liste der ZDF-Ausstrahlungen
| Folge | Datum                       | Mannschaft 1                                                           | Mannschaft 2                                                 | Mannschaft 3                                                   | Mannschaft 4                                                        | Gäste |
| ----- | --------------------------- | ---------------------------------------------------------------------- | ------------------------------------------------------------ | -------------------------------------------------------------- | ------------------------------------------------------------------- | --- |
| 1     | 13. Mai 1971                | Liselotte Pulver Fritz Eckhardt                                        | Ilona Gusenbauer Manfred Germar                              | Klaus Hübner Knut Müller                                       | Heinz Haber Walter Bruch                                            | Uwe Friedrichsen Robert Rober Cornelia Froboess Rosy-Singers                                                                                    |
| 2     | 24. Juni 1971               | Johanna von Koczian Peter Frankenfeld                                  | Liesel Westermann Karl Schranz                               | Ironimus Manfred Schmidt                                       | Heinz Oskar Wuttig Curth Flatow                                     | Uwe Friedrichsen Felix Knemöller Margret Fürer Ernst Krukowski Harry Wüstenhagen Martina Kintscher Rosy-Singers                                 |
| 3     | 5. Aug. 1971                | Loni von Friedl Eva Pflug                                              | Rudi Altig Bubi Scholz                                       | Josef Staribacher Herbert Stadelmaier                          | Hans Haarländer Leopold Kletter                                     | Harald Juhnke Uwe Friedrichsen Edith Hancke Edith Schollwer Felix Knemöller Doris Bierett                                                       |
| 4     | 23. Sep. 1971               | Luise Ullrich Ilse Werner                                              | Maria Sykora Astrid Hoßfeld-Bader (Rollkunstläuferin)        | Franz Antel Hans Quest                                         | René Deltgen Klausjürgen Wussow                                     | Ernst Stankovski Louise Martini Günter Pfitzmann                                                                                                |
| 5     | 4. Nov. 1971                | Inge Meysel Friedrich Schoenfelder                                     | Irene Mann Jürgen Feindt                                     | Michael Sauer Thomas Zacharias                                 | Konrad Kraske Hans-Georg Wolters                                    | Uwe Friedrichsen Gerd Vespermann Ingrid van Bergen Rosy-Singers                                                                                 |
| 6     | 16. Dez. 1971               | Barbara Rütting Maria Schell                                           | Karl John Hans Söhnker                                       | Peter Lichtner-Hoyer Harry Boldt                               | Alfred Dregger Klaus Schütz                                         | Ralf Wolter Beate Hasenau Bill Ramsey Medium-Terzett                                                                                            |
| 7     | 3. Feb. 1972                | Elfie Pertramer Heinz Schenk                                           | Trude Herr Jean Thomé                                        | Ernst Melchior Helmut Schön                                    | Rolf Braun Ferdi Leisten                                            | Dagmar Koller Peter Kraus Eva Pflug Pit Krüger Günther Schwerkolt                                                                               |
| 8     | 9. März 1972                | Marianne Mendt Dieter Thomas Heck                                      | Peggy March Rainer Holbe                                     | Lotti Krekel Marianne Schönauer                                | Max Greger Johannes Fehring                                         | Harry Wüstenhagen Barbara Schöne Friedrich Schoenfelder Werner Hass                                                                             |
| 9     | 20. Apr. 1972               | Hannelore Schütz Oswalt Kolle                                          | Ingrid Mickler-Becker Uwe Beyer                              | Bibi Johns Lolita                                              | Katja Ebstein Christian Bruhn                                       | Harald Juhnke Andreas Mannkopff Undine von Medvey Günther Frank Felix Knemöller                                                                 |
| 10    | 18. Mai 1972 Wien, Ronacher | Anneliese Rothenberger Walter Berry                                    | Johanna Matz Horst Buchholz                                  | Fritz Schulz-Reichel Peter Wehle                               | Kurt Jeschko Dieter Kürten                                          | Peter Fröhlich Gabriele Jacoby Harry Friedauer                                                                                                  |
| 11    | 6. Juli 1972                | Renate Holm Heinz Hoppe                                                | Eva Janko Erhard Keller                                      | Chris Howland Bill Ramsey                                      | Ulrich Klever Helmuth Misak                                         | Günther Schramm Uwe Friedrichsen Hanne Wieder                                                                                                   |
| 12    | 17. Aug. 1972               | Heidi Kabel Jane Tilden                                                | Lys Assia Horst Winter                                       | Beatrice Ferolli Walther Schmieding                            | Maxi Böhm Wolfgang Gruner                                           | Jo Herbst Waltraut Haas Freddy Quinn Heinz Zuber Thomas Ahrens                                                                                  |
| 13    | 21. Sep. 1972               | Lisa della Casa Peter Lagger                                           | Margit Schramm Harald Serafin                                | Wim Thoelke Harald Scheerer                                    | Willy Millowitsch Ernst Waldbrunn                                   | Wolfgang Völz Topsy Küppers Udo Jürgens Horst Kintscher                                                                                         |
| 14    | 19. Okt. 1972               | Erika Köth Benno Kusche                                                | Petra Schürmann Heinz Holecek                                | Roberto Blanco Michael Schanze                                 | Heinz-Georg Klös Heinrich Windischbauer                             | Günther Frank Erni Mangold Willy Hofmann Reni Walther                                                                                           |
| 15    | 16. Nov. 1972               | Winnie Markus Gretl Schörg                                             | Uwe Seeler Gernot Fraydl                                     | Ruth Stephan Loni Heuser                                       | Peter Igelhoff Peter Kreuder                                        | Tonia Peter Wehle Rex Gildo Horst Kintscher Carl Schell Stella Mooney Werner Abrolat                                                            |
| 16    | 21. Dez. 1972               | Sonja Sutter Axel von Ambesser                                         | Eva Renzi Hansjörg Felmy                                     | Helga Dernesch René Kollo                                      | Karin von Faber Carlheinz Hollmann                                  | Marianne Terplan Vico Torriani Medium-Terzett                                                                                                   |
| 17    | 25. Jan. 1973               | Christiane Hörbiger Marianne Koch                                      | Joachim Hansen Jürgen Roland                                 | Frank Elstner Camillo Felgen                                   | Dieter Quester Rüdiger Schmidtke                                    | Jürgen Scheller Tatjana Iwanow Peter Horton |
| 18    | 15. Feb. 1973               | Chariklia Baxevanos Karlheinz Böhm                                     | Monika Peitsch Erik Ode                                      | Werner Brüning Adolf Sommerauer                                | Horst Jankowski Werner Müller                                       | Walter Gross Ilse Werner Heinz Schenk Hans Bergmann                                                                                             |
| 19    | 15. März 1973               | Gundula Janowitz Waldemar Kmentt                                       | Olivia Molina Peter Kraus                                    | Edith Hancke Fritz Muliar                                      | Karl Lieffen Hans Clarin                                            | Sebastian Fischer Ingrid van Bergen Herwig Seeböck Toni Wagner Florian Liewehr Ivan Jakus                                                       |
| 20    | 12. Apr. 1973               | Heli Finkenzeller Rudolf Prack                                         | Manuela Jürgen Marcus                                        | Maria Perschy Mario Adorf                                      | Johannes Frömming Adolf Übleis (Trabrennsportler)                   | Kurt Sobotka Margret Fürer Undine von Medvey Ulla Norden Gunther Malzacher                                                                      |
| 21    | 10. Mai 1973                | Ingeborg Hallstein Ernst Krukowski                                     | Anita Kupsch Uwe Friedrichsen                                | Wolfgang Behrendt Lothar Dombrowski                            | Ernst Grissemann Henning Venske                                     | Sonja Schöner Margot Rothweiler Heinz Holecek Achim Strietzel                                                                                   |
| 22    | 7. Juni 1973                | Elfe Gerhart Paul Dahlke                                               | Alwy Becker Hans von Borsody                                 | Margot Hielscher Friedrich Meyer                               | Ruth Kappelsberger Fred Bertelmann                                  | Mirjana Irosch und Harald Serafin Andrea Horn und Wyn Hoop Anna Luise Schubert und Ernst Stankovski Thomas Brönner Georg Baumer Horst Kintscher |
| 23    | 5. Juli 1973                | Sissy Löwinger Heidi Mahler                                            | Gardy Granass Bert Fortell                                   | Diego Hanns Götz Georg Seiffert                                | Günther Schramm Benno Hoffmann                                      | Harry Wüstenhagen Joana Uwe Friedrichsen Karin Anselm Fee von Reichlin                                                                          |
| 24    | 13. Sep. 1973               | Anja Silja Werner Hollweg                                              | Cornelia Froboess Silvio Francesco                           | Susanne Kirnbauer Michael Birkmeyer                            | Pit Krüger Franz Muxeneder                                          | Fritz Muliar Gaby Gasser Günter Pfitzmann Hans Putz Herwig Seeböck Ingrid Malinka                                                               |
| 25    | 25. Okt. 1973               | Gisela Schlüter Ernst Hilbich                                          | Barbara Noack Oliver Hassencamp                              | Alice Kessler Ellen Kessler                                    | Wolfgang Fahrian Helmut Haller                                      | Maxl Graf Uwe Friedrichsen Jo Herbst Roberto Blanco Ulrich Beiger Fee von Reichlin                                                              |
| 26    | 13. Dez. 1973               | Ida Ehre Isebil Sturm                                                  | Mady Rahl Franz Grothe                                       | Michael Holm Wolfgang Hofer                                    | Felix Knemöller Hans Richter                                        | Helga Papouschek Medium Terzett Edith Schollwer Dieter Pröttel                                                                                  |
| 27    | 24. Jan. 1974               | Grit Boettcher Ingeborg Schöner                                        | Fifi Brix Ossy Kolmann                                       | Christiane Rücker Chris Roberts                                | Rainer Brandt Gerd Duwner                                           | Michael Holm Wolfgang Hofer Jo Herbst Günther Frank Margret Fürer Reinhard Mey Heinz Oestergaard                                                |
| 28    | 7. März 1974                | Gerlinde Locker Peter Weck                                             | Regine Heitzer Georg Thoma                                   | Jutta Heine Heide Rosendahl                                    | Günther Hassert Ivan Rebroff                                        | Herbert Prikopa Kurt Sobotka Elfriede Ott Erik Werba Ernst H. Hilbich Florian Liewehr Margret May                                               |
| 29    | 11. Apr. 1974               | Su Kramer Bernd Clüver                                                 | Heidi Biebl Herbert Rettensteiner                            | Jochen Mass Hans Joachim Stuck                                 | Rainer Werner Fassbinder Wolfgang Spier                             | Gitte Bully Buhlan Horst Koch Inge Langen Gunther Malzacher Horst Kintscher                                                                     |
| 30    | 9. Mai 1974                 | Dagmar Koller Helmut Förnbacher                                        | Heidi Schüller Ellen Tittel-Wellmann                         | Günter Hegele Manfred Lubliner                                 | Klaus Havenstein Dieter Hildebrandt                                 | Lisa Fitz Joy Fleming Gunter Gabriel Sonja Schöner Herbert Kundler                                                                              |
| 31    | 20. Juni 1974               | Edith Schneider Peter Mosbacher                                        | Helga Schlack Peer Schmidt                                   | Monika Lundi Horst Janson                                      | Christiane Krüger Manfred Bockelmann                                | Rabbiner Manfred Lubliner |
| 32    | 18. Juli 1974               | Elisabeth Orth Eva Pflug                                               | Brigitte Mira Claire Schlichting                             | Helmuth Bendt Werner Zimmer                                    | Heintje Peter Rubin                                                 | Gabriele Jacoby Katja Ebstein Ralf Wolter Karin Anselm Margot Mahler Pit Krüger Wolfgang Gewalt                                                 |
| 33    | 12. Sep. 1974               | Anneliese Fleyenschmidt Robert Lembke                                  | Lore Lorentz Klaus Peter Schreiner                           | Dolores Schmidinger Kurt Heintel                               | Uschi Glas Udo Jürgens                                              | Ingrid van Bergen Maxi Böhm Hugo Wiener Cissy Kraner Michael Herbe Edeltraut und Dietrich Heidenreich                                           |
| 34    | 17. Okt. 1974               | Maria Hellwig Franzl Lang                                              | Susanne Erichsen Charles Wilp                                | Louise Martini Claus Biederstaedt                              | Rolf-Hans Müller Helmut Zacharias                                   | Gudula Blau Bruce Low Cindy & Bert Helmut Schön Horst Kintscher Peter Musäus                                                                    |
| 35    | 21. Nov. 1974               | Heidelinde Weis Helmut Schmid                                          | Irene Koss-Drechsel James Krüss                              | Anne-Karin Reinhard Mey                                        | Emmerich Danzer Carsten Keller                                      | Günther Schwerkolt Edith Schollwer Isy Orén Harry Friedauer Anna-Luise Schubert und Frank Riedel Heinz Jäger                                    |
| 36    | 19. Dez. 1974               | Karin Dor Roy Black                                                    | Simone Rethel Günter Pfitzmann                               | Elisabeth Grümmer Hans Beirer                                  | Ruprecht Essberger Franz Peter Wirth                                | Ilse Werner Medium Terzett Heino und die Sonntagskinder Michaela May Else Quecke Horst Kintscher Hans Hass jr.                                  |
| 37    | 23. Jan. 1975               | May Spils Werner Enke                                                  | Liese Prokop Klaus Wolfermann                                | Michael Graeter Paul Popp                                      | Pinkas Braun Michael Hinz                                           | Uwe Friedrichsen Rut Rex Herwig Seeböck Brigitte Stein Ursula Barlen Dr. Detlef Hoffmann                                                        |
| 38    | 20. Feb. 1975               | Karin Anselm Ilse Pagé                                                 | Helga Feddersen Hans-Jürgen Diedrich                         | Lore Krainer Walter Gross                                      | Hennes Weisweiler Udo Lattek                                        | Joana Reinhard Mey Ulrich Roski Horst Kintscher Nino Korda Friedrich Schütter Karl-Michael Vogler                                               |
| 39    | 20. März 1975               | Senta Berger Paul Hubschmid                                            | Gitte Erik Silvester                                         | Wilma Lipp Edda Moser                                          | Rolf von Sydow Dieter Wendrich                                      | Vico Torriani Dolores Schmidinger Margot Hielscher Maxi Böhm Toni Wagner Max Schmeling                                                          |
| 40    | 15. Mai 1975                | Brigitte Grothum Margit Saad                                           | Gerlach Fiedler Eckart Dux                                   | Ulrike Meyfarth Hans-Jürgen Bäumler                            | Mary Roos Freddy Breck                                              | Nicki Gabriele Jacoby Ernst Stankovski Schobert & Black Herta Worell Irene Koss                                                                 |
| 41    | 19. Juni 1975               | Maxi Böhm Christine Böhm                                               | Wolfgang Völz Rebecca Völz                                   | Johanna Jacob Rosemarie Jacob                                  | Erwin Kremers Helmut Kremers                                        | Maria Hellwig Margot Hellwig Walter Fitz Lisa Fitz Dieter Ballmann Hans-Jürgen Ballmann Hilde Volk Ulrich Klever                                |
| 42    | 17. Juli 1975               | Lia Wöhr Felix Dvorak                                                  | Angelika Hauff Horst Jüssen                                  | Jonny Hill Bruce Low                                           | Frank Valdor Günter Noris                                           | Manfred Trompeter Pamela Ainsworth Evelyn Martini Die Jacob-Dancers Claudia Butenuth Christian Wolff Herbert Tiede Egon Skorczewski             |
| 43    | 18. Sep. 1975               | Hannelore Auer Margit Nünke                                            | Rosemarie Fendel Klaus-Maria Brandauer                       | Eberhard Gienger Klaus Glahn                                   | Gerhard Riedmann Horst Keitel                                       | Sebastian Fischer Guggi Löwinger Günther Frank Hans Holt Monika Pöschl Marianne Schönauer Primarius Dr. Slatin                                  |
| 44    | 16. Okt. 1975               | Marie-Louise Steinbauer Werner Veigel                                  | Karin Jacobsen Lukas Ammann                                  | Heidi Brühl Klaus Wildbolz                                     | Berti Vogts Georg Keßler                                            | Margot Werner Klaus Havenstein Ingrid van Bergen Harald Juhnke                                                                                  |
| 45    | 13. Nov. 1975               | Felicia Weathers Karl-Josef Hering                                     | Toni Netzle Heinz Holl                                       | Hannelore Elsner Kurt Jaggberg                                 | Niki Lauda Peter Nocke                                              | Marlène Charell Ellen Friese Wolfgang Völz Horst Kintscher Diether Deneke                                                                       |
| 46    | 11. Dez. 1975               | Hanni Vanhaiden Eva Maria Klinger                                      | Ellen Schwiers Hannes Messemer                               | Claus Wilcke Christian Wolff                                   | Karl-Wilhelm Berkhan Manfred Wörner                                 | Elisabeth Kropfitsch Clemens Scheidt Kristin Merscher Simone Rethel Marianne Pohlenz Margot Mahler Oliver Grimm                                 |
| 47    | 24. Jan. 1976               | Elisabeth Wiedemann Volker Lechtenbrink                                | Marie Schlei Hermann Höcherl                                 | Ehepaar Schröder                                               | Joana Gunter Gabriel                                                | |
| 48    | 21. Feb. 1976               | Vivi Bach Lena Valaitis                                                | Horst Koch Mike Krüger                                       | Luitgard Im Topsy Küppers                                      | Marlies Brüll Peter Lehmann                                         | Peer Schmidt Sissies Jürgen Feindt Günther Frank Achim Strietzel Herta Worell Walter Grasser                                                    |
| 49    | 20. März 1976               | Rita Streich Helen Donath                                              | Herta Staal Gusti Wolf                                       | Ehepaar Berghofer                                              | Klaus Bugdahl Klaus Steinbach                                       | Dagmar Koller Günter Pfitzmann Loni Heuser Herbert Tiede Marcel Prawy                                                                           |
| 50    | 1. Mai 1976                 | Liselotte Pulver Waldemar Kmentt                                       | Marlène Charell Gene Reed                                    | Walter Kempowski Karl Lieffen                                  | Elisabeth Demleitner Toni Innauer                                   | Ernst Hilbich Edith Hancke Uwe Friedrichsen Horst Jüssen Herta Worell Margot Mahler Horst Kintscher Peter von Zahn                              |
| 51    | 12. Juni 1976               | Maresa Hörbiger Johanna Thimig                                         | Annemarie Düringer Helmut Le Herb                            | Werner Pochath Reiner Schöne                                   | Heia Klimpel Hansi Schmidt                                          | Caterina Valente Waterloo & Robinson Peter Wehle                                                                                                |
| 52    | 7. Aug. 1976                | Die Palms aus Berlin (Cornelia und Katharina) Maria Hellwig            | Die Krausgrubers aus Wien (Johanna und Thomas) Erhard Keller | Die Fleckensteins aus Hessen (Christel & Helmut) Frank Elstner | Die Gebhardts aus Baden-Württemberg (Monika und Claus) Rainer Holbe | Harald Serafin Erika Köth Maxl Graf Edda Moser                                                                                                  |
| 53    | 4. Sep. 1976                | Helmut Zacharias Thomas Zacharias                                      | Schobert & Black                                             | Inga und Wolf                                                  | Marianne und Michael                                                | Medium-Terzett Jacob Sisters Insterburg & Co. Klaus Havenstein Gerhart Lippert Ingrid van Bergen Horst Kintscher Werner Schröder                |
| 54    | 2. Okt. 1976                | Ruth Leuwerik Wolfgang Kieling                                         | Irmgard Seefried Erich Kunz                                  | Annemarie Moser-Pröll Thomas Nieder                            | Juliane Werding Georg Danzer                                        | Lore Krainer Brigitte Neumeister Freddy Quinn                                                                                                   |
| 55    | 13. Nov. 1976               | Katharina Focke Walther Leisler Kiep                                   | Bruni Löbel Paul Esser                                       | Marion Becker Guido Kratschmer                                 | Roy Etzel Toni Stricker                                             | Jo Herbst Helga Papouschek Herwig Seeböck Hans Peter Krause                                                                                     |
| 56    | 11. Dez. 1976               | Josef Ertl Bernhard Vogel                                              | Bernhard Liss Wolf-Dieter Zimmermann                         | Christine Kaufmann Ralf Wolter                                 | Waterloo & Robinson                                                 | Fredl Fesl Edith Hancke Heino Herbert Tiede Christian Wolff Horst Kintscher Curd Jürgens                                                        |
| 57    | 15. Jan. 1977               | Lola Müthel Ingeborg Schöner                                           | Isabel de Navarre Xaver Unsinn                               | Hans Klein Heinz Westphal                                      | Kurt Hertha Jack White                                              | Harald Juhnke Friedrich Schoenfelder Marianne Mendt Monika Strauch Heide Ecker-Rosendahl                                                        |
| 58    | 12. Feb. 1977               | Annegret Richter Toni Sailer                                           | Ruth-Maria Kubitschek Stefan Behrens                         | Lambert Hofer junior Werner Machnik                            | Bully Buhlan Gerhard Wendland                                       | Beate Granzow Uwe Friedrichsen Marianne und Michael Horst Niendorf Ursula Barlen Christel Sembach-Krone                                         |
| 59    | 26. März 1977               | Dagmar Berghoff Günther Ziesel                                         | Dagmar Koller Peter Fröhlich                                 | Sabine von Maydell Franz Antel                                 | Walter Eschweiler Erich Linemayr                                    | Ernst Stankovski Dany Sigel Marek & Vacek |
| 60    | 23. Apr. 1977               | Margot Hielscher Elisabeth Volkmann                                    | Fatty George Erwin Lehn                                      | Hildegard Hamm-Brücher Kurt Biedenkopf                         | Dinah Hinz Frank Hoffmann                                           | Ulrich Roski Liselotte Pulver Waterloo & Robinson Erwin Strahl Gerhart Lippert Ernst Hilbich Luděk Pachman                                      |
| 61    | 4. Juni 1977                | Christine Schuberth Vera Tschechowa                                    | Waltraud Steidl Gotthilf Fischer                             | Klaus Höhne Gunnar Möller                                      | Rudi Gutendorf Peter Krohn                                          | |
| 62    | 16. Juli 1977               | Barbara Valentin Siegfried Rauch                                       | Hilda de Groote Donald Grobe                                 | Heidemarie Wieczorek-Zeul Matthias Wissmann                    | Stefan Hess Othmar Terenyi                                          | |
| 63    | 10. Sep. 1977               | Elfie von Kalckreuth Eva Maria Lavant                                  | Liane Hielscher Kurt Heintel                                 | Tony Marshall Frank Zander                                     | Sigi Bergmann Hanns Joachim Friedrichs                              | Klaus Wildbolz Waltraut Haas Bläck Fööss Günther Kaufmann Monika Strauch Hans Jürgen Diedrich Otto von Habsburg                                 |
| 64    | 8. Okt. 1977                | Heidi Brühl / Sylvia Manas Harald Juhnke                               | Gundula Janowitz Sena Jurinac                                | Hans Psenner Arnd Wünschmann                                   | Ulrich Baumgartner Siegfried Palm                                   | Fritz Muliar Gaby Jacoby |
| 65    | 5. Nov. 1977                | Wera Frydtberg Barbara Rütting                                         | Hildegard Krekel Stefan Behrens                              | Jupp Derwall Erich Ribbeck                                     | Jürgen Drews Chris Roberts                                          | Vico Torriani |
| 66    | 3. Dez. 1977                | Uschi Glas Maria Schell                                                | Chris Lohner Carmen Thomas                                   | Jockel Fuchs Manfred Rommel                                    | Friedrich Schoenfelder Béla Erny                                    | |
| 67    | 5. Jan. 1978                | Liselotte Pulver Günther Schramm                                       | Erika Köth Wilma Lipp                                        | Rosi Mittermaier Willi Daume                                   | Tina York Jürgen Marcus                                             | |
| 68    | 2. Feb. 1978                | Anita Gutwell Winnie Markus                                            | Monika Peitsch Peter Rapp                                    | Emil Brandl Herbert F. Schubert                                | Roman Strusievici Heinz Weber                                       | Hildegard Knef Adamo Fredl Fesl |
| 69    | 13. Apr. 1978               | Heidelinde Weis Wolfgang Preiss                                        | Margit Sponheimer Lolita                                     | Christian Neureuther Sepp Walcher                              | Max Inzinger Franz Zimmer                                           | |
| 70    | 18. Mai 1978                | Joana Maria Gorvin Almut Eggert                                        | Roberto Blanco Ireen Sheer                                   | Gustl Bayrhammer Fritz Eckhardt                                | Heidi Hetzer Dieter Müller                                          | Vader Abraham |
| 71    | 15. Juni 1978               | Alice Kessler Ellen Kessler                                            | Petra Schürmann Simone Rethel                                | Maxl Graf Wolfgang Spier                                       | Helmut Oess Hans Wallhof                                            | Tony Marshall Reinhard Mey |
| 72    | 10. Aug. 1978               | Wolfgang Gerlach Rudolf Angerer                                        | Brigitte Neumeister Anita Kupsch                             | Caterina Valente Silvio Francesco                              | Petar Radenković Friedl Koncilia                                    | |
| 73    | 7. Sep. 1978                | Ruth Kappelsberger Franzl Lang                                         | Helga Feddersen Knut Kiesewetter                             | Ilse Werner Otto Höpfner                                       | Klaus-Maria Brandauer Lore Krainer                                  | |
| 74    | 5. Okt. 1978                | Ruth Maria Kubitschek Maxi Böhm                                        | Renate Holm Erich Kunz                                       | Miriam Frances Wolfgang Hofer                                  | Guido Kratschmer Walter Schachner                                   | |
| 75    | 9. Nov. 1978                | Fritz Umgelter Judy Winter                                             | Ulrike von Möllendorff Peter Nidetzky                        | Karla Wege Elmar Gunsch                                        | Rolf Stommelen Harald Ertl                                          | Celia Jeffreys, Bodo Brinkmann, Sigurd Fitzek, Erik Geissen, Reinhard Glemnitz, Robert Naegele                                                  |
| 76    | 7. Dez. 1978                | Ursula Schröder-Feinen Karl Ridderbusch                                | Wilfried Hasselmann Antje Huber                              | Carmen Ceteroni Berthold Mayr                                  | Vadim Glowna Gert Haucke                                            | |
| 77    | 25. Jan. 1979               | Dagmar Altrichter Erwin Strahl                                         | Georg Lohmeier Helmut Zenker                                 | Dagmar Winkler Doris Anwander                                  | Elvira Possekel Vinzenz Hörtnagl                                    | Dagmar Koller und Guggi Löwinger Ernst Hilbich Jochen Brauer Band                                                                               |
| 78    | 22. Feb. 1979               | Katja Ebstein Roy Black                                                | Georg Martin Lange Dieter Pröttel                            | Viktoria Brams Karin Eickelbaum                                | Rainer Kückl Hans Maile                                             | Cindy & Bert Muckenstruntz & Bamschabl |
| 79    | 12. Apr. 1979               | Jutta Boll Horst Buchholz                                              | Elke Sommer Freddy Quinn                                     | Gertrude Jahn Birgit Pitsch-Sarata                             | Pit Krüger Kurt Schmidtchen                                         | Henriette Gonnermann Bernd Helfrich Mary Roos Heinz Schenk                                                                                      |
| 80    | 17. Mai 1979                | Johanna von Koczian Olivia Molina                                      | Rut Speer Christa Stampfer                                   | Roberto Blanco Mike Krüger                                     | Otto Böttcher Robert Köck                                           | Peter Alexander Marianne & Michael Barbara Schöne                                                                                               |
| 81    | 28. Juni 1979               | Johanna Liebeneiner Walter Richter                                     | Pilar Lorengar Bernd Weikl                                   | Dagmar Lurz Herbert Spindler                                   | Elisabeth Kales Christian Bösch                                     | |
| 82    | 26. Juli 1979               | Maria Schell Klaus Dahlen                                              | Erich von Däniken Rainer Erler                               | Eva Wilms Rolf Milser                                          | Marianne Rosenberg Peter Orloff                                     | Reinhard Mey Adamo |
| 83    | 6. Sep. 1979                | Peggy March Rex Gildo                                                  | Alwy Becker Horst Bollmann                                   | Reinhold Messner Peter Habeler                                 | Johannes Rau Lothar Späth                                           | Caterina Valente |
| 84    | 4. Okt. 1979                | Helga Guitton Gerlinde Locker                                          | Jochen Brockmann Victoria Voncampe                           | Siegfried Jerusalem Hans-Günter Nöcker                         | Bernhard Brink Georg Danzer                                         | |
| 85    | 8. Nov. 1979                | Günter Willumeit Kurt Lauterbach                                       | Ursela Monn Sissy Löwinger                                   | Dieter Thomas Heck Wim Thoelke                                 | Cornelia Hanisch Erich Wolf                                         | Katja Ebstein Karel Gott Gerhard Bronner & Peter Wehle (mit Wehle´s „Rabazibap“)                                                                |
| 86    | 6. Dez. 1979                | Grit Boettcher Hans Clarin                                             | Anneliese Uhlig Günter Mack                                  | Lena Valaitis Rolf-Hans Müller                                 | Dieter Kronzucker Helmuth Bendt                                     | Wencke Myhre |
| 87    | 24. Jan. 1980               | Carla Lodders Fredl Fesl                                               | Christiane Wildscheck René Weller                            | Alfred Biolek Thomas Gottschalk                                | Gerhard Löwenthal Karlheinz Rudolph                                 | Helga Papouschek Birgit Pitsch-Sarata Peter Minich                                                                                              |
| 88    | 28. Feb. 1980               | Evelyn Opela Benno Sterzenbach                                         | Ingrid Peters Reinhard Mey                                   | Josef Gansbiller Josef Stingl                                  | Peter-Michael Kolbe Wolfgang Thüne                                  | |
| 89    | 20. März 1980               | Rita Streich Ferry Gruber                                              | Renate Schroeter Herbert Fux                                 | Magdalena Müller Erich Weiss                                   | Arnulf Maier Joachim Piefke                                         | |
| 90    | 8. Mai 1980                 | Reinhild Solf Jutta Speidel                                            | Hanne Haller Christian Anders                                | Friedrich Nowottny Claus Seibel                                | Toni Innauer Hubert Neuper                                          | Cambridge Buskers Richard Clayderman Simone Rethel Walter Scholz                                                                                |
| 91    | 26. Juni 1980               | Eberhard Waechter Erika Köth                                           | Roland Hattenberger Kurt Jara                                | Hans Söhnker Wolfgang Völz                                     |                                                                     | |
| 92    | 24. Juli 1980               | Dany Sigel Peter Cornelius                                             | Ulrich Roski Gaby Jacoby                                     | Chris Roberts                                                  |                                                                     | |
| 93    | 28. Aug. 1980               | Christiane Rücker Ulrich Schamoni                                      | Vlado Stenzel Rex Gildo                                      | Dany Sigel Miriam Perat                                        |                                                                     | |
| 94    | 9. Okt. 1980                | Paola Kurt Felix                                                       | Hannelore Auersperg Heino                                    | Helga Schlack Peer Schmidt                                     | Margit Schramm Fred Kraus                                           | Heidi Brühl Wencke Myhre Bert Fortell |
| 95    | 6. Nov. 1980                | Sissy Theurer Beate Habetz                                             | Roland Kaiser Franz Lambert                                  | Helga Feddersen Heinz Eckner                                   | Guido Baumann Eduard Zimmermann                                     | Peter Alexander Ivan Rebroff |
| 96    | 11. Dez. 1980               | Christiane Krüger Jürgen Wilke                                         | Anja Silja Donald Grobe                                      | Horst Friedrich Mayer Peter Horton                             |                                                                     | |
| 97    | 22. Jan. 1981               | Susanne Uhlen Herbert Herrmann                                         | Christiane Hörbiger Johanna von Koczian                      |                                                                |                                                                     | |
| 98    | 19. Feb. 1981               | Peter Rapp Eva Renzi                                                   | Marianne Rosenberg Sona Ghazarian                            | Milva Peter Machac                                             | Michael Hartl Tamara Lund                                           | Gaby Bischof Uwe Friedrichsen |
| 99    | 19. März 1981               | Waltraut Haas Fritz Eckhardt                                           | Veit Relin Johanna Thimig                                    | Heinz Zednik Christa Ludwig                                    | Sebastian Fischer Kurt Jaggberg                                     | |
| 100   | 16. Apr. 1981               | Alice Kessler Ellen Kessler                                            | Harald Juhnke Joachim Fuchsberger                            | Roberto Blanco Mike Krüger                                     | Toni Sailer Annegret Richter                                        | Mireille Mathieu Peter Alexander Jürgen Wilke Ekkehard Fritsch                                                                                  |
| 101   | 21. Mai 1981                | Dagmar Koller Peter Fröhlich                                           | Hans-Jürgen Bäumler Susanne Kubelka                          | Heino Jutta Ball                                               |                                                                     | |
| 102   | 2. Juli 1981                | Erni Singerl Edgar Bessen                                              | Claudia Kristofics-Binder Norbert Schramm                    | Mildred Scheel Hans Mohl                                       | Klaus Bresser Gustav Trampe                                         | Nicole Giuseppe Di Stefano Wolfgang Ziffer Kathrin Ackermann                                                                                    |
| 103   | 6. Aug. 1981                | Irene Epple Maria Epple                                                | Bert Fortell Albert Fortell                                  | Max Greger junior Max Greger senior                            | Johanna Jacob Rosi Jacob                                            | Mary Roos Mike Krüger |
| 104   | 1. Okt. 1981                | Friedl Koncilia Klaus-Peter Thaler                                     | Giuseppe Taddei Irmgard Seefried                             | Helga Papouschek Fritz Muliar                                  | Fritz Molden Herbert Fleissner                                      | |
| 105   | 5. Nov. 1981                | Uschi Glas Heinz Schenk                                                | Sepp Maier Herbert Prikopa                                   | Susanne Beck Tommi Ohrner                                      | Elfi Graf Tony Marshall                                             | Marika Lichter Karel Gott Christian Wolff Ekkehard Fritsch                                                                                      |
| 106   | 3. Dez. 1981                | Dietmar Schönherr Gerhard Tötschinger                                  | Curd Jürgens Hans Clarin                                     |                                                                |                                                                     | |
| 107   | 28. Jan. 1982               | Franziska Oehme Edith Hancke                                           | Elisabeth Kales                                              | Heinz Holecek Ilse Pantschier                                  | Gabriele Monath Jürgen Hehn                                         | Erhard Wunderlich Waltraut Haas Jonny Hill Ekkehard Fritsch                                                                                     |
| 108   | 11. März 1982               | Marisa Mell Alexander Kerst                                            | Susanne Uhlen Christian Wolff                                | Kurt Nachmann Justus Pfaue                                     | Werner Grissmann Eberhard Gienger                                   | Marianne Mendt Heintje |
| 109   | 8. Apr. 1982                | Ingeborg Wurster Jean Pütz                                             | Simone Rethel Rainer Hunold                                  | Werner Böhm Roland Kaiser                                      | Trudeliese Schmidt Christian Boesch                                 | Martin Mann Doris Bierett Herta Worell |
| 110   | 13. Mai 1982                | Jupp Derwall Paul Breitner                                             | Georg Schmidt Roland Hattenberger                            | Heidelinde Weis Horst Janson                                   | Maria Sebaldt Maxi Böhm                                             | Harald Juhnke Gitti & Erica Peter Machac |
| 111   | 10. Juni 1982               | Mary Roos Michael Kunze                                                | Kurt Jaggberg Reinhard Glemnitz                              | Topsy Küppers Günther Frank                                    |                                                                     | |
| 112   | 15. Juli 1982               | Angèle Durand Chris Howland                                            | Marianne Schönauer Gunther Philipp                           | Ulrike Meyfarth Harti Weirather                                | Petra Schürmann Antje Schaefer-Kühnemann                            | Fred Bertelmann Christian Wolff Gaby Baginsky                                                                                                   |
| 113   | 19. Aug. 1982               |                                                                        |                                                              |                                                                |                                                                     | |
| 114   | 30. Sep. 1982               | Robert Hoffmann Dietlinde Turban                                       | Renate Hilgert Max-Ulrich Busch                              | Rainhard Fendrich Bernhard Brink                               | Helmut Wechselberger Peter Hussing                                  | Dieter Hallervorden |
| 115   | 28. Okt. 1982               | Roberto Blanco Ivan Rebroff                                            | Harald Philipp Kurt Wilhelm                                  | Amadeus August Heinz Ehrenfreund                               | Isabel Weicken Béla Erny                                            | Margot Hielscher Sebastian Fischer |
| 116   | 9. Dez. 1982                | Lotte Ledl Sissy Löwinger                                              | Lonny Kellner-Frankenfeld Franz Muxeneder                    | August Paterno Johannes Kuhn                                   | Sylvia Hanika Dieter Kürten                                         | Karel Gott und Regensburger Domspatzen Anneliese Rothenberger Hans-Jürgen Diedrich                                                              |
| 117   | 13. Jan. 1983               | Nicole Hans-Peter Heinzl                                               | Gerlinde Locker Manfred Seipold                              | Irmgard Adam-Schwaetzer Ute Alt                                | Gerhard Bruckmann Dieter Zimmer                                     | Peter Alexander René Kollo |
| 118   | 10. März 1983               |                                                                        |                                                              |                                                                |                                                                     | |
| 119   | 21. Apr. 1983               | Loni von Friedl Frank Hoffmann                                         | Gundula Janowitz Kurt Rydl                                   | Lilly Jacob-Scheuermann Ludwig Karl                            | Wilhelm Nordemann Karl Leutgeb                                      | Waltraut Haas Heinz Petters Ekkehard Fritsch |
| 120   | 19. Mai 1983                | Dagmar Altrichter Bibi Johns                                           | Ted Herold Claudia Kohde                                     | Matthias Kleinert Gerda Winklbauer                             | Manfred von Schewgen Regina Lemnitz                                 | Peer Schmidt Hugo Egon Balder |
| 121   | 23. Juni 1983               | Günther Jauch Vera Russwurm                                            | Vera Tschechowa Friedrich Georg Beckhaus                     | Hanna Schwarz Günter Wewel                                     | Christian Knöbl (Fremdenverkehrsdirektor) Dieter Walch              | Medium-Terzett Peter Machac Hans Clarin Reiner Schöne                                                                                           |
| 122   | 25. Aug. 1983               | Ingrid Peters Andy Borg                                                | Gisela Fritsch Gerd Duwner                                   | Claudia Leistner Hanni Wenzel                                  | Hans-Joachim Deckert Friedhelm Kemna                                | Bob Lockwood Hans Jürgen Diedrich Jürgen Scheller                                                                                               |
| 123   | 22. Sep. 1983               | Hans Putz Louise Martini                                               | Marianne Mendt Stephan Sulke                                 | Brigitte Blobel Heinz G. Konsalik                              | Burgi Schneider-Manns Au Antonia Hilke                              | Elfriede Ott Georg Thomalla Wiener Sängerknaben                                                                                                 |
| 124   | 20. Okt. 1983               | Hartmut Griesmayr Elmar Gunsch                                         | Monika Peitsch Anita Kupsch                                  | Christian Simon Jürgen Hingsen                                 | Gisela Grothaus ?                                                   | Heino Otto Höpfner |
| 125   | 24. Nov. 1983               | Curth Flatow Johanna von Koczian                                       | Maria Hellwig Karl Moik                                      | Thomas Gottschalk Mike Krüger                                  | Heiner Geißler Helmut Zilk                                          | Peter Alexander Marlène Charell Henner Quest Ulrich Beiger Ekkehard Fritsch                                                                     |
| 126   | 22. Dez. 1983               | Paola Kurt Felix                                                       | Waltraut Haas Erwin Strahl                                   | Sascha Schöne Reiner Schöne                                    | Ellen Wessinghage Thomas Wessinghage                                | Anneliese Rothenberger René Kollo |
| 127   | 26. Jan. 1984               | Annemarie Düringer Heide Keller Friedrich Schoenfelder Wolfgang Ziffer | Udo Sopp Gerhard Mayer-Vorfelder                             | Sigi Harreis Peter Illmann                                     | Joesi Prokopetz Manfred O. Tauchen                                  | Roberto Blanco |
| 128   | 1. März 1984                | Katerina Jacob Lotti Krekel                                            | Felicia Weathers Bernd Weikl                                 | Klaus Dahlen Hans Clarin                                       | Hans Stanggassinger Franz Wembacher                                 | Daliah Lavi |
| 129   | 5. Apr. 1984                | Wolf Gerlach Markus                                                    | Erick Sokol Niki Stajković                                   | Su Kramer Ilona Grübel                                         |                                                                     | Mireille Mathieu Joachim Hansen |
| 130   | 17. Mai 1984                | Angelika Milster Herwig Seeböck                                        | Sona Ghazarian Heinz Zednik                                  | Rudolf Buchbinder Paul Badura-Skoda                            | Felix Magath Siegfried Wentz                                        | Fritz Eckhardt |
| 131   | 28. Juni 1984               | Alice Kessler Ellen Kessler                                            | Sabine Sauer Ricarda Reinsch                                 | Claus Biederstaedt Ursula Heyer                                | Uli Huber Uwe Reinders                                              | Gustl Datz Bruno W. Pantel Daniela Ziemann Wolfgang Ziffer                                                                                      |
| 132   | 16. Aug. 1984               | Norbert Blüm ?                                                         | Eckart Diesch Jörg Diesch                                    | Hanne Haller Doris Hessler                                     | Elisabeth Wagner-Bacher Juliane Werding                             | Horst Niendorf Reiner Schöne Geier Sturzflug |
| 133   | 13. Sep. 1984               | Horst Friedrich Mayer Carlo von Tiedemann                              | Peter Seisenbacher Eva Pfaff                                 | Christiane Krüger Wolfgang Spier                               | Jürgen Westphal Rosemarie Scheurlen                                 | Udo Jürgens |
| 134   | 25. Okt. 1984               | Helga Feddersen Herbert Prikopa                                        | Dagmar Koller Roland Kaiser                                  | Mirjana Irosch Heinz Holecek                                   | Stefan Bellof Dieter Quester                                        | Caterina Valente Peter Alexander Mireille Mathieu Ossy Kolmann Greta Putz Ulf Dieter Kusdas                                                     |
| 135   | 22. Nov. 1984               | Otto Schenk Karl Blecha                                                | Peter Schulz Heidi Mahler                                    | Hanna-Renate Laurien Heinz-Georg Klös                          | Karl Hillermeier Günther Neureuther                                 | Relax Sabina Trooger Michael Lenz Bruno W. Pantel                                                                                               |
| 136   | 20. Dez. 1984               | Rudolf Buchbinder Doris Kress Silke Avenhaus                           | Familie Gaisser Sibylle und Gunnar                           | René Schlichting Pasquale Passarelli                           | Barbara Helfgott Sandra Dallmann                                    | Anja Schüte Maria Sebaldt |
| 137   | 24. Jan. 1985               | Susanne Uhlen Herbert Herrmann                                         | Reiner Maria Gohlke Hemjö Klein (Manager)                    | Rainhard Fendrich Jürgen von der Lippe                         | Ulrike Holmer Karl-Heinz Radschinsky                                | Tony Marshall Daniela Strietzel |
| 138   | 28. Feb. 1985               | Rolf Milser Jürgen Hingsen                                             | Uwe Barschel Leopold Wagner                                  | Dagmar Berghoff Anja Kruse                                     | Werner Pochath Erich Schleyer                                       | Ute Christensen Hans Jürgen Diedrich Roland Kaiser Peter Machac                                                                                 |
| 139   | 11. Apr. 1985 Wien          | Jutta Speidel Sigmar Solbach                                           | Ireen Sheer Hugo Egon Balder                                 | Max Greger junior Horst Jankowski                              | Hans-Peter Wodarz Werner Matt                                       | Andy Borg Reinhard Glemnitz Lore Krainer |
| 140   | 23. Mai 1985                | Cornelia Hanisch Gustav Thöni                                          | Siegfried Jerusalem Horst Laubenthal                         | Volker Brandt Mona Seefried                                    | Kurt Stadel Heinz Eckner                                            | G. G. Anderson Hugo Egon Balder Doris Bierett                                                                                                   |
| 141   | 27. Juni 1985               | Carlo Thränhardt Guido Kratschmer                                      | Heidi Brühl Rex Gildo                                        | Siegfried Rauch Anita Lochner                                  | Nora Frey Volker Jelaffke                                           | Melanie Holliday Reinhard Glemnitz |
| 142   | 1. Aug. 1985                | Heinrich Übleis Helmut Haussmann                                       | Dieter Burdenski Fritz Walter                                | Claudia Rieschel Tommi Ohrner                                  | Maria Perschy Kurt Weinzierl                                        | Nicole Klaus Havenstein Achim Strietzel |
| 143   | 5. Sep. 1985                | Heinz Fischer Eberhard Diepgen                                         | Sabine Everts Erwin Skamrahl                                 | Elke Sommer Helmut Berger                                      | Peggy March Günter Willumeit                                        | Mary & Gordy Anita Kupsch Ilja Richter |
| 144   | 3. Okt. 1985                | Helga Papouschek Manfred Seipold                                       | Stefanie Werger Roy Black                                    | Sibylle Nicolai Jenny Pippal                                   | Hans Hollmann Eberhard Itzenplitz                                   | Gillian Scalici Veronika Faber Kurt Weinzierl                                                                                                   |
| 145   | 14. Nov. 1985               | Gaby Dohm Holger Petzold                                               | Peter Rapp Lothar Engelhardt                                 | Klaus Schlappner Regina Weber                                  | Dagmar Stecher-Konsalik Helmut Markwort                             | Wencke Myhre Dolores Schmidinger Karl Moik |
| 146   | 12. Dez. 1985               | Edda Moser Kurt Moll                                                   | Viktor Worms Udo Huber                                       | Sabine Kaack Werner Schumacher                                 | Klemens Jockwig Heinrich Frickel                                    | Peter Alexander Ute Christensen Peter Schiff |
| 147   | 23. Jan. 1986               | Ernst Albrecht Georg Leber                                             | Christine Schuberth Peer Schmidt                             | Anja Fichtel Volker Fischer                                    | Ulrike Wolf Peter Voß                                               | Ernst Stankovski Klaus & Klaus Sibylle Nicolai                                                                                                  |
| 148   | 27. Feb. 1986               | Witta Pohl Peer Augustinski                                            | Nicki Costa Cordalis                                         | Caren Pfleger Kurt Geisler                                     | Imo Moszkowicz Michael Verhoeven                                    | Nana Mouskouri Tony Marshall Erni Singerl & Max Grießer                                                                                         |
| 149   | 3. Apr. 1986                | Robert Hochner Hanns Joachim Friedrichs                                | Topsy Küppers Heinz Schenk                                   | Ingeborg Schöner Karlheinz Hackl                               | Ulrike Steinsky Christian Boesch                                    | Mireille Mathieu Max Greger Dolores Schmidinger Peter Fröhlich                                                                                  |
| 150   | 15. Mai 1986                | Caterina Valente Karl Dall                                             | Rainer Brandt Elfriede Ott                                   | Sepp Maier Claudia Kohde-Kilsch                                | Botschafter Spanien Botschafter Luxemburg                           | Howard Carpendale Lonny Kellner-Frankenfeld |
| 151   | 26. Juni 1986               | Hape Kerkeling Ingrid Wendl                                            | Michael Birkmeyer Monique Janotta                            | Gerhard Berger Christian Danner                                | Manfred Schell Jens Feddersen                                       | Roberto Blanco Reinhard Glemnitz |
| 152   | 14. Aug. 1986               | Sissy Löwinger Horst Pinnow                                            | Mario Adorf Horst Wendlandt                                  | Brigadegeneral Georg Bernhardt Rekrut Stephan Fickel           | Udo Kießling Ernst Vettori                                          | Karel Gott Klaus Havenstein Eberhard Cohrs |
| 153   | 11. Sep. 1986               | Gabriele Schuchter Vera Tschechowa                                     | Gudrun Hogaust-Pleuger Riccarda Tourou                       | Illo Schieder Gerhard Wendland                                 | Christian Bruhn Frank Duval                                         | Lena Valaitis Anita Kupsch |

## Neuauflage im ZDF 1995 bis 1997
Vom 2. Oktober 1995 bis 28. Juni 1996 und vom 1. Juli 1996 bis 8. Mai 1997 zeigte das ZDF montags bis freitags eine von Andreas Türck moderierte Neuauflage der Sendung.
In den nun halbstündigen Shows gab es entsprechend weniger Spielrunden und weniger prominente Studiogäste. Nach rund 300 Folgen wurde das Format eingestellt.

## Neuauflage im NDR 2011 bis 2013
40 Jahre nach der Erstausstrahlung sendete der NDR vom 23. Juli 2011 bis 1. Oktober 2011 insgesamt neun Folgen plus einem Special als Neuauflage der Rate-Show, die am späten Samstagabend ausgestrahlt wurden. Moderator war Kai Pflaume. Dabei orientierte man sich weitestgehend an alten Show-Elementen, wie dem Dalli-Klick-Spiel, der Dalli-Tonleiter oder der Wabenwand als Bühnenbild. Auch der legendäre „Spitze“-Sprung wurde von Kai Pflaume ausgeführt. Im Gegensatz zum Original verzichtete man jedoch auf Publikumsrunden, auf Theatersketche mit Fehlern und Musikdarbietungen. Auch gab es nicht mehr vier Kandidatenpaare, sondern nur noch zwei, die jeweils aus zwei Prominenten bestanden. Diese Neuauflage stieß bei den Zuschauern auf großes Interesse und bescherte dem NDR somit sehr gute Einschaltquoten, sodass sich die Verantwortlichen des NDR noch während der Ausstrahlung der ersten Staffel mit insgesamt neun Folgen dazu entschlossen haben, weitere Folgen zu produzieren.
Als zweite Staffel liefen dann ab Donnerstag, dem 22. Dezember 2011 vier neue Ausgaben im NDR-Fernsehen; die fünfte Folge dann am 1. Mai 2012. Im Laufe des Jahres 2012 wurde eine dritte Staffel ausgestrahlt. Mit „Dalli Dalli XXL“ am 6. Juli 2013 startete die vierte Staffel. In dieser Folge traten vier Kandidatenpaare an: Verona Pooth und Jörg Pilawa („Bildschirm“), Judith Milberg und Axel Milberg („Beziehungskiste“), Philip Simon und Thomas Hermanns („Bespaßung“) sowie Gerit Kling und Anja Kling („Blutsbande“).
Auch in der Neuauflage werden am Ende der Sendung die erspielten Punkte in Geld umgerechnet: 1 Punkt entspricht dabei 1 Euro. Das so erspielte Geld geht am Ende jeder Sendung an die Hans-Rosenthal-Stiftung, die sich ihrerseits um unschuldig in Not geratene Menschen kümmert.
Die Jury bestand aus Jan Hofer und Vèrena Püschel. In Folge 12 wurde Jan Hofer von Christian Neureuther vertreten. Ab Episode 15 saß Sarah Brandner neben Hofer.
In der ersten Folge war Gert Rosenthal, der Sohn von Hans Rosenthal, zu Gast.
| Folge | Datum         | Mannschaft 1                                               | Mannschaft 2                                         |
| ----- | ------------- | ---------------------------------------------------------- | ---------------------------------------------------- |
| 1     | 23. Juli 2011 | Uwe Ochsenknecht Heiner Lauterbach („Männer“)              | Peter Hahne Jenny Jürgens („Mattscheibe“)            |
| 2     | 30. Juli 2011 | Dennis Wilms Cornelia Poletto („Töpfe“)                    | Mareile Höppner Hubertus Meyer-Burckhardt („Talk“)   |
| 3     | 6. Aug. 2011  | Wigald Boning Ursula Karven („Kondition“)                  | Marie-Luise Marjan Carlo von Tiedemann („Kult“)      |
| 4     | 20. Aug. 2011 | Alexa Maria Surholt Hendrikje Fitz („Blaulicht“)           | Ingo Nommsen Judith Hildebrandt („Blitzlicht“)       |
| 5     | 27. Aug. 2011 | Mary Roos Kim Fisher („Gesang“)                            | Bernd Stelter Ingo Oschmann („Gelächter“)            |
| 6     | 3. Sep. 2011  | Linda Zervakis Marc Bator („Meldung“)                      | Johann Lafer Alexander Herrmann („Mahlzeit“)         |
| 7     | 17. Sep. 2011 | Jeanette Biedermann Yared Dibaba („Studio“)                | Miriam Pielhau Roberto Blanco („Stimmung“)           |
| 8     | 24. Sep. 2011 | Enie van de Meiklokjes Inka Schneider („Temperament“)      | Sven Plöger Karsten Schwanke („Temperatur“)          |
| 9     | 1. Okt. 2011  | Götz Alsmann Horst Schroth („Programm“)                    | Anja Kohl Christian Häckl („Prognose“)               |
| 10    | 22. Dez. 2011 | Anne Will Bettina Tietjen („Schlagabtausch“)               | Frank Elstner Matthias Steiner („Schwergewicht“)     |
| 11    | 26. Dez. 2011 | Rosi Mittermaier Christian Neureuther („Gold“)             | Guido Cantz Markus Maria Profitlich („Gaudi“)        |
| 12    | 1. Jan. 2012  | Hugo Egon Balder Hans Werner Olm („Komik“)                 | Tina Ruland Reinhold Beckmann („Kamera“)             |
| 13    | 2. Jan. 2012  | Markus Wasmeier Hans-Joachim Stuck („Piste“)               | Nazan Eckes Steffen Henssler („Power“)               |
| 14    | 1. Mai 2012   | Matze Knop Waldemar Hartmann („Stammtisch“)                | Barbara Wussow Maxi Arland („Stammbaum“)             |
| 15    | 21. Juli 2012 | Judith Rakers Ingo Zamperoni („Nachricht“)                 | Tamme Hanken Rainer Sass („Nordlicht“)               |
| 16    | 28. Juli 2012 | Ulla Kock am Brink Jürgen von der Lippe („Gags“)           | Susanne Holst Hans Sigl („Gesundheit“)               |
| 17    | 4. Aug. 2012  | Guildo Horn Lotto King Karl („Rampensau“)                  | Stephanie Stumph Oliver Mommsen („Rollenspiel“)      |
| 18    | 11. Aug. 2012 | Steffen Hallaschka Dirk Steffens („Schlaumeier“)           | Thomas Anders Johanna Klum („Scheinwerfer“)          |
| 19    | 1. Sep. 2012  | Birgit Schrowange Isabel Varell („Frauenpower“)            | Thorsten Schröder Norbert Lehmann („Fernsehfritzen“) |
| 20    | 15. Sep. 2012 | Anne Gesthuysen Frank Plasberg („Eloquenz“)                | Mirja du Mont Sky du Mont („Eheglück“)               |
| 21/1  | 6. Juli 2013  | Verona Pooth Jörg Pilawa („Bildschirm“)                    | Judith Milberg Axel Milberg („Beziehungskiste“)      |
| 21/2  | 6. Juli 2013  | Philip Simon Thomas Hermanns („Bespaßung“)                 | Gerit Kling Anja Kling („Blutsbande“)                |
| 22    | 13. Juli 2013 | Bettina Tietjen Eckart von Hirschhausen („Fernsehstudio“)  | Maite Kelly Christine Neubauer („Frauenzimmer“)      |
| 23    | 20. Juli 2013 | Ingolf Lück Janine Kunze („Spaßvögel“)                     | Georg Hackl Michael Antwerpes („Sportskanonen“)      |
| 24    | 27. Juli 2013 | Patrick Lindner Ireen Sheer („Goldkehlchen“)               | Charlotte Engelhardt Nina Eichinger („Goldschopf“)   |
| 25    | 3. Aug. 2013  | Katrin Müller-Hohenstein Alexander Bommes („Blutgrätsche“) | Wayne Carpendale Jan Sosniok („Blutsbrüder“)         |
| 26    | 10. Aug. 2013 | Marlene Lufen Sven Lorig („Früh“)                          | Ruth Moschner Joachim Llambi („Frech“)               |
| 27    | 17. Aug. 2013 | Wolfgang Fierek Stefan Mross („Brezel“)                    | Susanne Daubner Jens Riewa („Backfisch“)             |
| 28    | 24. Aug. 2013 | Anneke Kim Sarnau Charly Hübner („Pistole“)                | Lars Riedel Frank Busemann („Pokal“)                 |

## Neuauflage im Ersten 2013 bis 2015
2013 wechselte die Sendung vom NDR Fernsehen ins Erste. Der Sendetitel wurde in Das ist Spitze! umbenannt. 2015 gab die ARD nach 10 Folgen bekannt, dass vorerst keine weiteren Folgen produziert werden.

## Neuauflage im ZDF und ORF seit 2021
Zum 50-jährigen Jubiläum der Show strahlten das ZDF und der ORF am 15. Mai 2021 eine – zunächst einmalige – Jubiläumssendung unter dem Titel 50 Jahre „Dalli Dalli“ – Die große Jubiläumsshow mit Moderator Johannes B. Kerner aus. Ursprünglich hatte die ARD eine entsprechende Jubiläums-Ausgabe ins Auge gefasst. Auf Wunsch des Rechteinhabers Gert Rosenthal, des Sohnes von Hans Rosenthal, wurde die Feier aber schließlich für das ZDF produziert.
| Mannschaft 1 | Jan Josef Liefers, Anja Kling             | „Spielfreude“    |
| Mannschaft 2 | Johann Lafer, Cornelia Poletto            | „Schmankerl“     |
| Mannschaft 3 | Gerhard Delling, Petra Gerster            | „Sprachgewandt“  |
| Mannschaft 4 | Guido Cantz, Giovanni Zarrella            | „Showtreppe“     |
| Mannschaft 5 | Jürgen von der Lippe, Michael Mittermeier | „Spaßmacher“     |
| Mannschaft 6 | Caro Daur, Frauke Ludowig                 | „Stilsicher“     |
| Mannschaft 7 | Malaika Mihambo, Laura Wontorra           | „Sportskanonen“  |
| Mannschaft 8 | Adele Neuhauser, Harald Krassnitzer       | „Spezialeinheit“ |
| Gäste        | Monika Sundermann, Gert Rosenthal         |                  |
| Jury         | Rosi Mittermaier, Christian Neureuther    |                  |

Beim ZDF entschloss man sich angesichts der guten Einschaltquoten der ersten Ausgabe (knapp sechs Millionen Zuschauer) als Ersatz zur in diesem Jahr abgesagten Helene-Fischer-Show am ersten Weihnachtsfeiertag, dem 25. Dezember 2021, eine weitere Ausgabe unter dem Titel Dalli Dalli – Die Weihnachtshow mit Johannes B. Kerner auszustrahlen.
| Mannschaft 1 | Bastian Pastewka, Annette Frier          | „Titelrolle“       |
| Mannschaft 2 | Arabella Kiesbauer, Mitri Sirin          | „Tacheles“         |
| Mannschaft 3 | Victoria Swarovski, Joachim Llambi       | „Traumtänzer“      |
| Mannschaft 4 | Michael Herbig, Rick Kavanian            | „Teufelskerle“     |
| Mannschaft 5 | Eckart von Hirschhausen, Sabine Heinrich | „Tatendrang“       |
| Mannschaft 6 | Mark Keller, Hans Sigl                   | „Tirol“            |
| Mannschaft 7 | Florian Silbereisen, Michelle Hunziker   | „Temperament“      |
| Mannschaft 8 | Sophia Thiel, Amira Pocher               | „Trendsetterinnen“ |
| Jury         | Rosi Mittermaier, Christian Neureuther   |                    |

Am Sendeplatz der erneut abgesagten Helene-Fischer-Show wurde eine weitere Dalli-Dalli-Weihnachtsshow am ersten Weihnachtsfeiertag, dem 25. Dezember 2022, ausgestrahlt.
| Mannschaft 1 | Annette Frier, Edin Hasanović             | „Königsdisziplin“ |
| Mannschaft 2 | Christoph Maria Herbst, Anneke Kim Sarnau | „Kameralieblinge“ |
| Mannschaft 3 | Karoline Herfurth, Nora Tschirner         | „Knallerfrauen“   |
| Mannschaft 4 | Andrea Kiewel, David Garrett              | „Klangkörper“     |
| Mannschaft 5 | Palina Rojinski, Riccardo Simonetti       | „Kreativköpfe“    |
| Mannschaft 6 | Sonja Kirchberger, Stefan Jürgens         | „Kaiserschmarrn“  |
| Mannschaft 7 | Ilka Bessin, Steffen Henssler             | „Kichererbsen“    |
| Mannschaft 8 | Kristina Inhof, Jochen Breyer             | „Kernkompetenz“   |
| Jury         | Caro Daur, Joachim Llambi                 |                   |

Auch für 2023 wurde wieder eine Weihnachtsshow angekündigt, die diesmal wegen der Rückkehr der Helene-Fischer-Show bereits in der Vorweihnachtszeit, am Dienstag, den 19. Dezember, ausgestrahlt wurde.
| Mannschaft 1 | Bülent Ceylan, Motsi Mabuse             | „Freudentanz“   |
| Mannschaft 2 | Susanne Daubner, Jens Riewa             | „Fehlerfrei“    |
| Mannschaft 3 | Mike Krüger, Axel Milberg               | „Fischköppe“    |
| Mannschaft 4 | Sabine Heinrich, Wigald Boning          | „Facettenreich“ |
| Mannschaft 5 | Jasmin Shakeri, Nora Tschirner          | „Freigeist“     |
| Mannschaft 6 | Dunja Hayali, Tobias Krell              | „Faktencheck“   |
| Mannschaft 7 | Vanessa Mai, Sebastian Ströbel          | „Fabelhaft“     |
| Mannschaft 8 | Sally Özcan, Nelson Müller              | „Feinschmecker“ |
| Jury         | Miriam Neureuther, Christian Neureuther |                 |

Ende November 2024 wurde bekanntgegeben, dass es im Dezember 2024 keine Ausgabe geben werde. Ob es im Dezember 2025 eine Sendung geben wird, bleibt offen.